# Saint-Martin-Sepert
Saint-Martin-Sepert ist eine ehemalige französische Gemeinde mit 267 Einwohnern (Stand: 1. Januar 2022) im Département Corrèze in der Region Nouvelle-Aquitaine. Sie gehörte zum Arrondissement Brive-la-Gaillarde.
Der Erlass des Präfekten vom 25. September 2024 legte mit Wirkung zum 1. Januar 2025 die Eingliederung von Saint-Martin-Sepert als Commune déléguée zusammen mit den früheren Gemeinden Saint-Ybard und Saint-Pardoux-Corbier zur Commune nouvelle Les Trois-Saints fest.

## Geografie

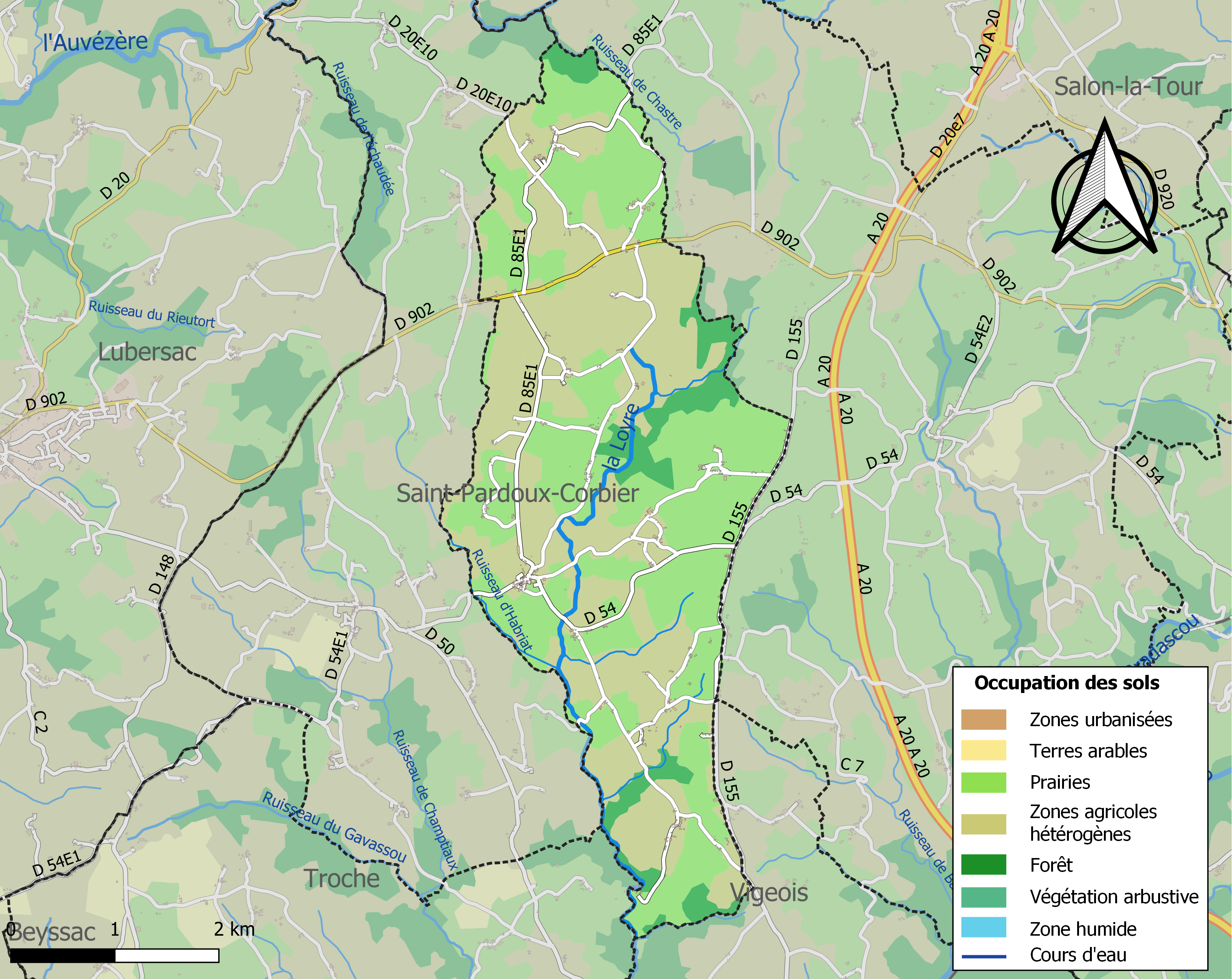
Bodennutzung, Infrastruktur und Hydrografie von Saint-Martin-Sepert (2018)

Saint-Martin-Sepert liegt am Rande des Zentralmassivs, etwa 30 Kilometer nordwestlich von Tulle und etwa 31 Kilometer nordnordwestlich von Brive-la-Gaillarde in der historischen Provinz des Limousin. Das Ortsgebiet liegt im Einzugsgebiet der Dordogne. Die Loyre, ein Nebenfluss der Vézère, entspringt auf dem Ortsgebiet und begrenzt es in der Folge auf einem Abschnitt im Südwesten. Außerdem wird das Gebiet von Saint-Martin-Sepert vom Ruisseau de Chastre, vom Ruisseau d’Habriat und zahlreichen kleineren Fließgewässern entwässert. Das Zentrum liegt auf einer Höhe von etwa 396 m. Das Bodenrelief ist hügelig mit durch die Flüsse eingeschnittenen Tälern.
Rund 93 % der Fläche von Saint-Martin-Sepert werden landwirtschaftlich genutzt, etwa 7 % sind bewaldet (Stand: 2018).
Umgeben wird Saint-Martin-Sepert von der Commune déléguée Saint-Ybard im Osten, von den Nachbargemeinden Vigeois im Südosten und Troche im Südwesten sowie von der Commune déléguée Saint-Pardoux-Corbier im Westen.

## Geschichte
Der Namenszusatz Sepert leitet sich von dem Namen der Kirche Église des Sept-Poiriers (Ecclesiam de septem piris, „Kirche der sieben Birnbäume“) ab, den diese um das Jahr 1000 erhielt. Um 1157 wurde in Saint-Martin-Sepert ein Grammontenserpriorat namens Malgorce (Grammontensische Bezeichnung: Maïori gorsia) gegründet.

## Bevölkerungsentwicklung

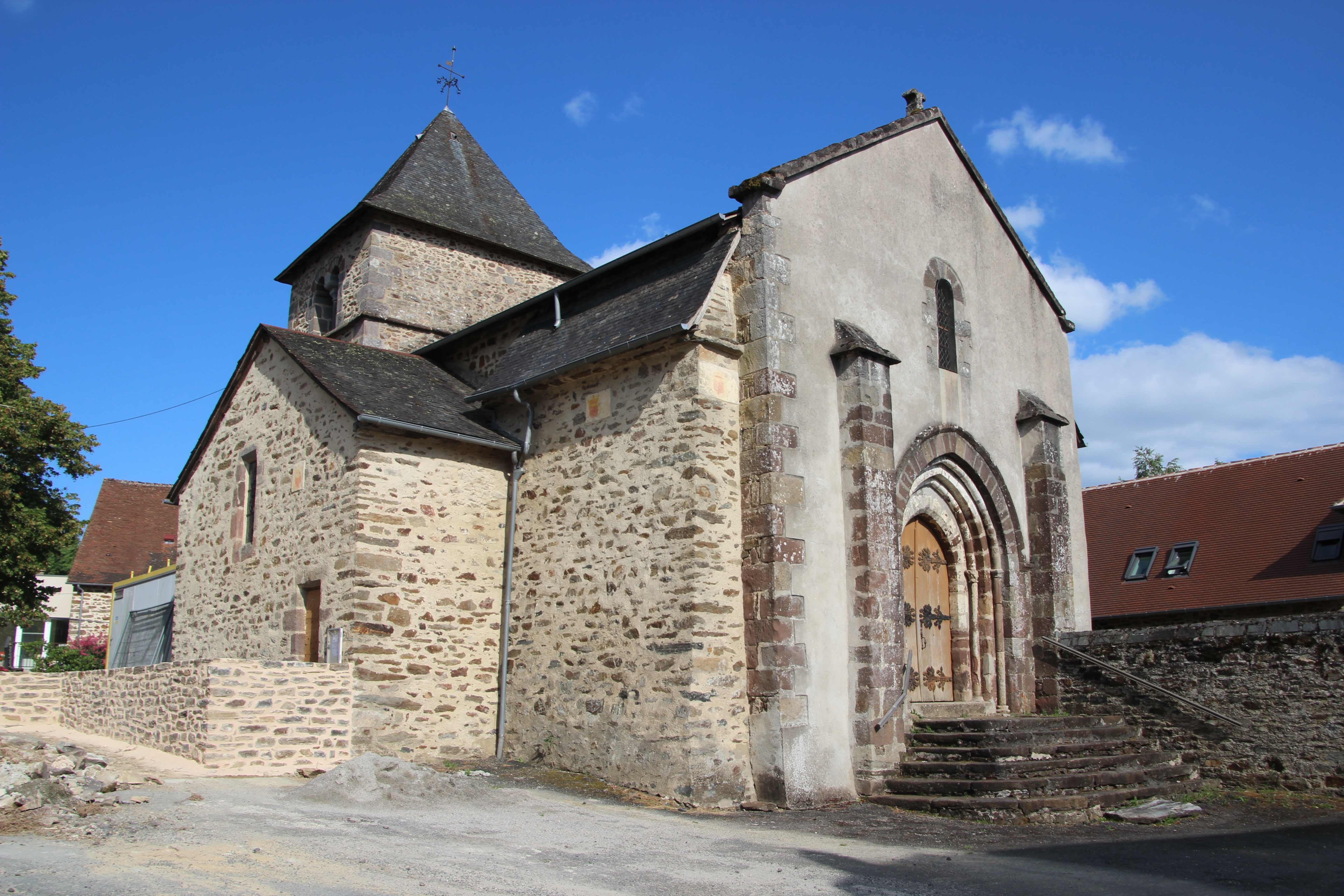
Kirche Saint-Martin

| Saint-Martin-Sepert: Einwohnerzahlen von 1793 bis 2020                                                                     | Saint-Martin-Sepert: Einwohnerzahlen von 1793 bis 2020 | Saint-Martin-Sepert: Einwohnerzahlen von 1793 bis 2020 | Saint-Martin-Sepert: Einwohnerzahlen von 1793 bis 2020 | Saint-Martin-Sepert: Einwohnerzahlen von 1793 bis 2020 |
| --- | ------------------------------------------------------ | ------------------------------------------------------ | ------------------------------------------------------ | ------------------------------------------------------ |
| Jahr |                                                        |                                                        |                                                        | Einwohner                                              |
| 1793 | 1793                                                   |                                                        | 819                                                    | 819                                                    |
| 1800 | 1800                                                   |                                                        | 769                                                    | 769                                                    |
| 1806 | 1806                                                   |                                                        | 732                                                    | 732                                                    |
| 1821 | 1821                                                   |                                                        | 874                                                    | 874                                                    |
| 1831 | 1831                                                   |                                                        | 935                                                    | 935                                                    |
| 1836 | 1836                                                   |                                                        | 897                                                    | 897                                                    |
| 1841 | 1841                                                   |                                                        | 891                                                    | 891                                                    |
| 1846 | 1846                                                   |                                                        | 1.000                                                  | 1.000                                                  |
| 1851 | 1851                                                   |                                                        | 927                                                    | 927                                                    |
| 1856 | 1856                                                   |                                                        | 930                                                    | 930                                                    |
| 1861 | 1861                                                   |                                                        | 937                                                    | 937                                                    |
| 1866 | 1866                                                   |                                                        | 900                                                    | 900                                                    |
| 1872 | 1872                                                   |                                                        | 810                                                    | 810                                                    |
| 1876 | 1876                                                   |                                                        | 891                                                    | 891                                                    |
| 1881 | 1881                                                   |                                                        | 922                                                    | 922                                                    |
| 1886 | 1886                                                   |                                                        | 929                                                    | 929                                                    |
| 1891 | 1891                                                   |                                                        | 900                                                    | 900                                                    |
| 1896 | 1896                                                   |                                                        | 911                                                    | 911                                                    |
| 1901 | 1901                                                   |                                                        | 919                                                    | 919                                                    |
| 1906 | 1906                                                   |                                                        | 903                                                    | 903                                                    |
| 1911 | 1911                                                   |                                                        | 862                                                    | 862                                                    |
| 1921 | 1921                                                   |                                                        | 765                                                    | 765                                                    |
| 1926 | 1926                                                   |                                                        | 735                                                    | 735                                                    |
| 1931 | 1931                                                   |                                                        | 700                                                    | 700                                                    |
| 1936 | 1936                                                   |                                                        | 648                                                    | 648                                                    |
| 1946 | 1946                                                   |                                                        | 588                                                    | 588                                                    |
| 1954 | 1954                                                   |                                                        | 547                                                    | 547                                                    |
| 1962 | 1962                                                   |                                                        | 497                                                    | 497                                                    |
| 1968 | 1968                                                   |                                                        | 417                                                    | 417                                                    |
| 1975 | 1975                                                   |                                                        | 330                                                    | 330                                                    |
| 1982 | 1982                                                   |                                                        | 300                                                    | 300                                                    |
| 1990 | 1990                                                   |                                                        | 251                                                    | 251                                                    |
| 1999 | 1999                                                   |                                                        | 260                                                    | 260                                                    |
| 2006 | 2006                                                   |                                                        | 257                                                    | 257                                                    |
| 2013 | 2013                                                   |                                                        | 300                                                    | 300                                                    |
| 2020 | 2020                                                   |                                                        | 264                                                    | 264                                                    |
| Quelle(n): EHESS/Cassini bis 1999, INSEE ab 2006 Anmerkung(en): Ab 1962 offizielle Zahlen ohne Einwohner mit Zweitwohnsitz |                                                        |                                                        |                                                        |                                                        |

## Sehenswürdigkeiten
Die Dorfkirche wurde im 9. oder 10. Jahrhundert erbaut. Sie besaß keine Glocken, daher erhielt sie ein altes Bahnhofsläutwerk, das bis heute erhalten ist. In der Kirche befindet sich das Grabmal des in Limoges geborenen Generals Jean-Baptiste Martial Materre (1772–1843), der vom Italienfeldzug über den Ägyptenfeldzug und die Schlacht bei Austerlitz bis zum Russlandfeldzug an zahlreichen Feldzügen Napoleons teilnahm, mehrfach schwer verwundet wurde, ein Bein durch Wundbrand verlor und später Präsident des Generalrats der Departments Corrèze war.
Das Schloss aus dem 18. Jahrhundert im Zentrum ist der Wohnsitz der Familie de Corbier.